# Венский мирный договор (1864)
Венский мир 1864 года — мирный договор по итогам Австро-прусско-датской войны.
Заключён 30 октября между Австрией и Пруссией, с одной стороны, и Данией, с другой. По этому миру датский король Кристиан IX уступил все свои права на герцогства Шлезвиг, Гольштейн и Лауэнбург императору Францу-Иосифу и королю Вильгельму I, обязавшись наперёд признать все дальнейшие распоряжения, которые будут сделаны в этих странах обоими союзниками.
Вместе с тем было выговорено, что герцогства принимают на себя 29 млн. датских талеров из общего датского долга и уплату военных издержек союзным великим державам. Обусловленное этим договором совместное владение Австрии и Пруссии послужило одним из поводов к столкновению, окончившемуся Австро-Прусской войной 1866 г.